# Tuinen van Versailles
De Franse tuin van het Kasteel van Versailles in Versailles, direct ten zuiden van Parijs, in Frankrijk is de grootste Franse tuin ter wereld.
De wereldberoemde Franse tuinen van Versailles met hun vele fonteinen zijn aangelegd door tuinarchitecten André Le Nôtre en graaf Caraman, die tekende voor de 18e-eeuwse tuinen van het Klein Trianon.

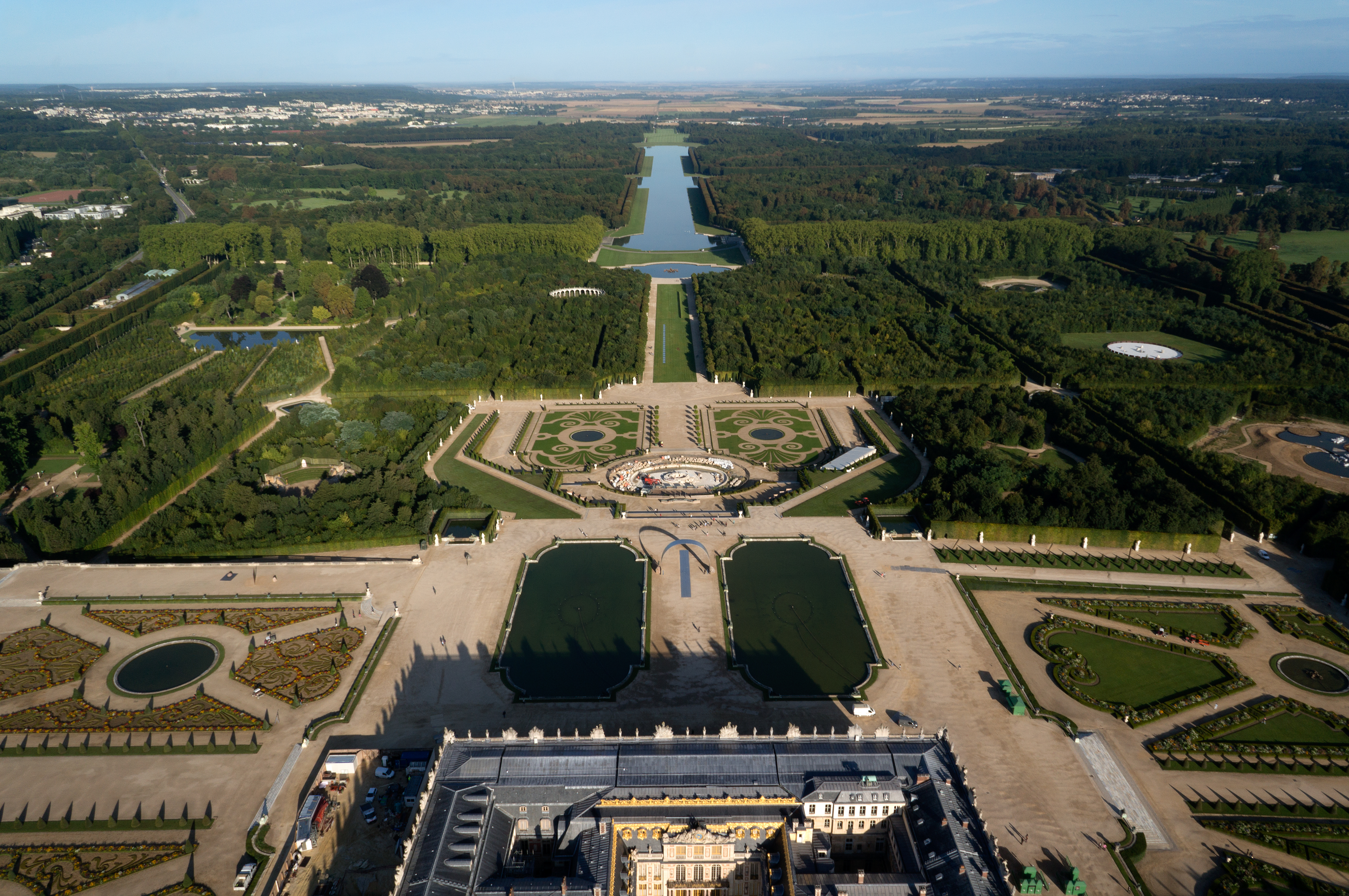
Zelfs de horizon was nog Kroondomein...

## Kunstwerken

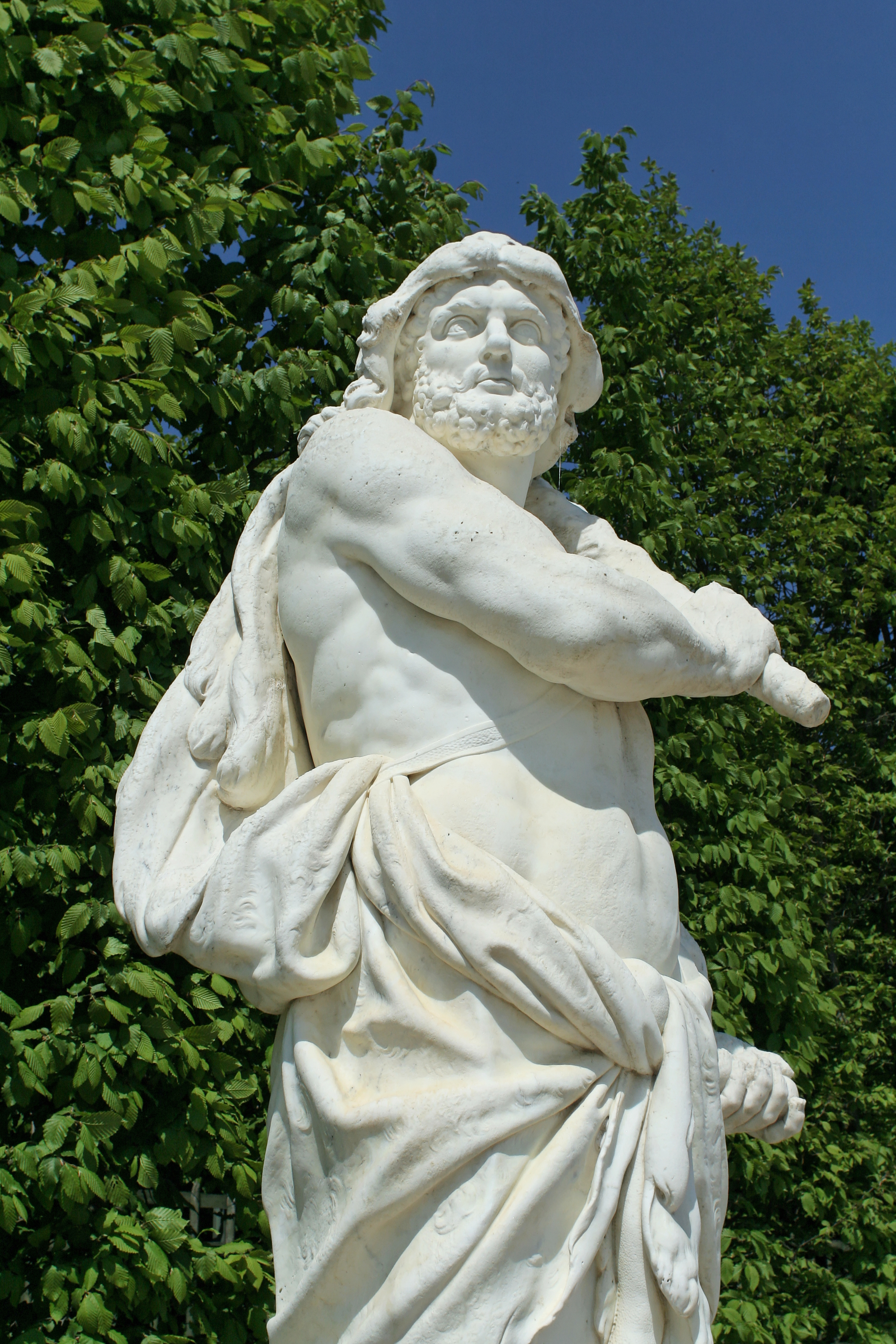
Monumentale herme van Hercules; door Louis Le Conte.

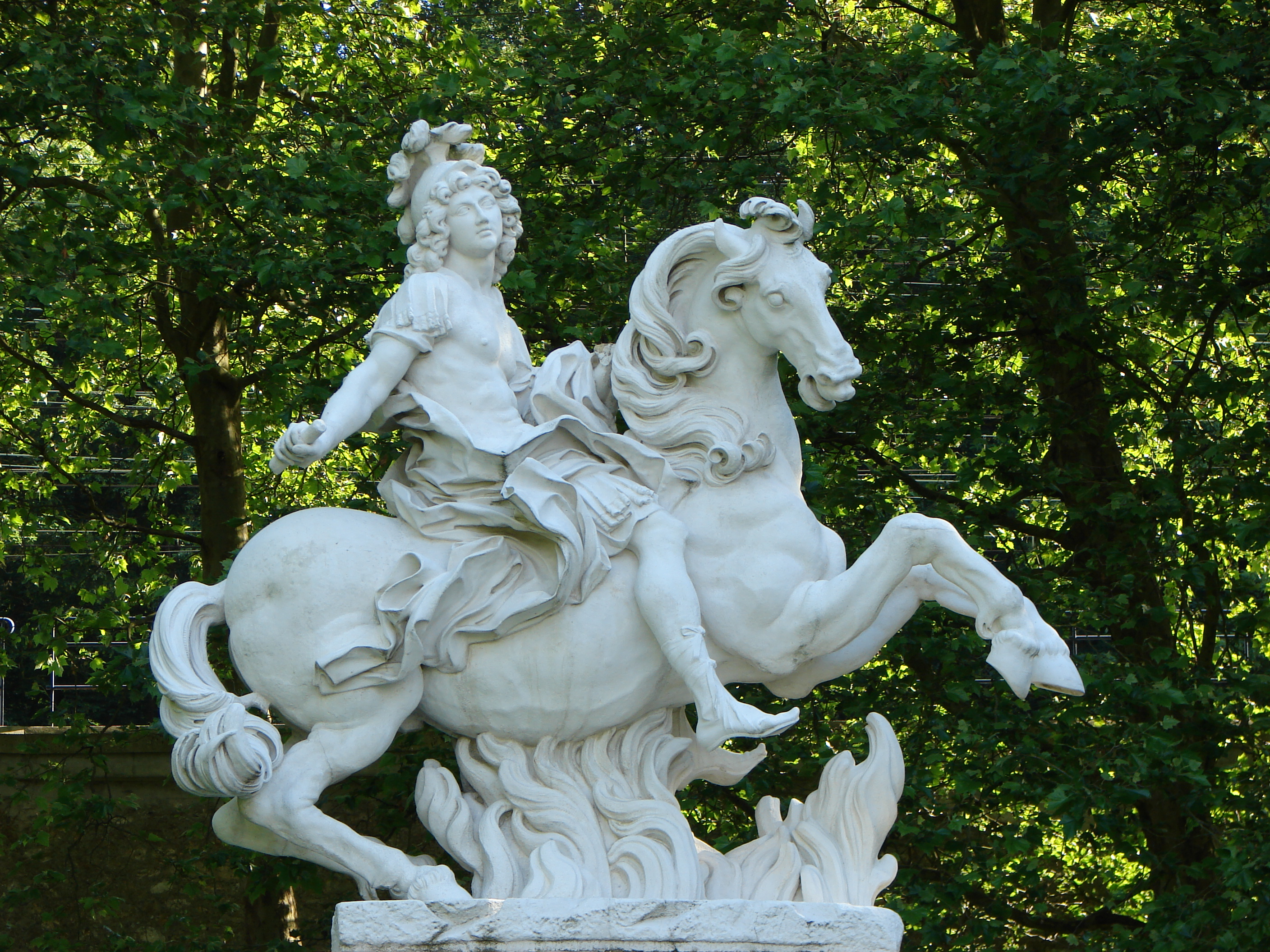
Lodewijk XIV door Bernini, marmer.

In het park staan honderden waardevolle kunstvoorwerpen in open lucht, waarvan een groot deel monumentale beeldhouwwerken. De verzameling omvat honderden monumentale sculpturen uit lood en natuursteen, zuilengalerijen, paviljoenen, die gemaakt zijn door verschillende kunstenaars waaronder Louis Le Conte, Antoine Coysevox, Jean-Baptiste Tuby, Gian Lorenzo Bernini en François Girardon. Tot op heden is de tuin wereldberoemd om de grote hoeveelheid bewaarde historische fonteinen, die allemaal nog functioneel zijn. Vrijwel alles is precies gebleven zoals in de tijd van de Zonnekoning, die grote liefde had voor watervallen en waterpartijen. De vergulde fonteinen en bassins staan allemaal perfect symmetrisch opgesteld. De sculpturen verbeelden goden, mythen en de seizoenen die, volgens de filosofie van die tijd, waren onderworpen aan de macht van de vorst.
Een van de meest sprekende voorbeelden van de beeldentaal van de fonteinen is de Vijver van Latona. Deze godin, moeder van Apollo en Diana, werd uitgelachen door boeren die haar water weigerden voor haar en haar kinderen. Zij veranderde al deze brutale mensen in kikkers. Op de fontein is de transformatie van boer tot kikker in tientallen stadia uitgebeeld. De moraal, dat goden en nimfen boven kritiek verheven zijn en dat boeren en kikkers dicht bij elkaar staan, zal geen 18e-eeuwse voorbijganger zijn ontgaan.

## Hydraulisch plan
Het waterverbruik was enorm, er werden daarom speciale kanalen en aquaducten van de Seine aangelegd om Versailles van water te voorzien.
De koning gaf aan zijn ingenieurs de toestemming om de befaamde Machine de Marly te bouwen om de 2400 fonteinen van water te voeden. Om dit megalomaan plan in uitvoering te brengen werden 850 ton staal en lood gebruikt. Om het kostbare water te besparen, werden de fonteinen enkel in werking gesteld als de koning in de buurt was. Lodewijk, die zeer trots was op zijn tuin, schreef een handleiding en een wandeling voor de hovelingen. Lodewijk bleef deze passie voor zijn tuinen behouden tot op hoge leeftijd.
In 1979 werden de tuinen samen met het kasteel ingeschreven op de Werelderfgoedlijst van UNESCO.

## Geschiedenis van de tuinen

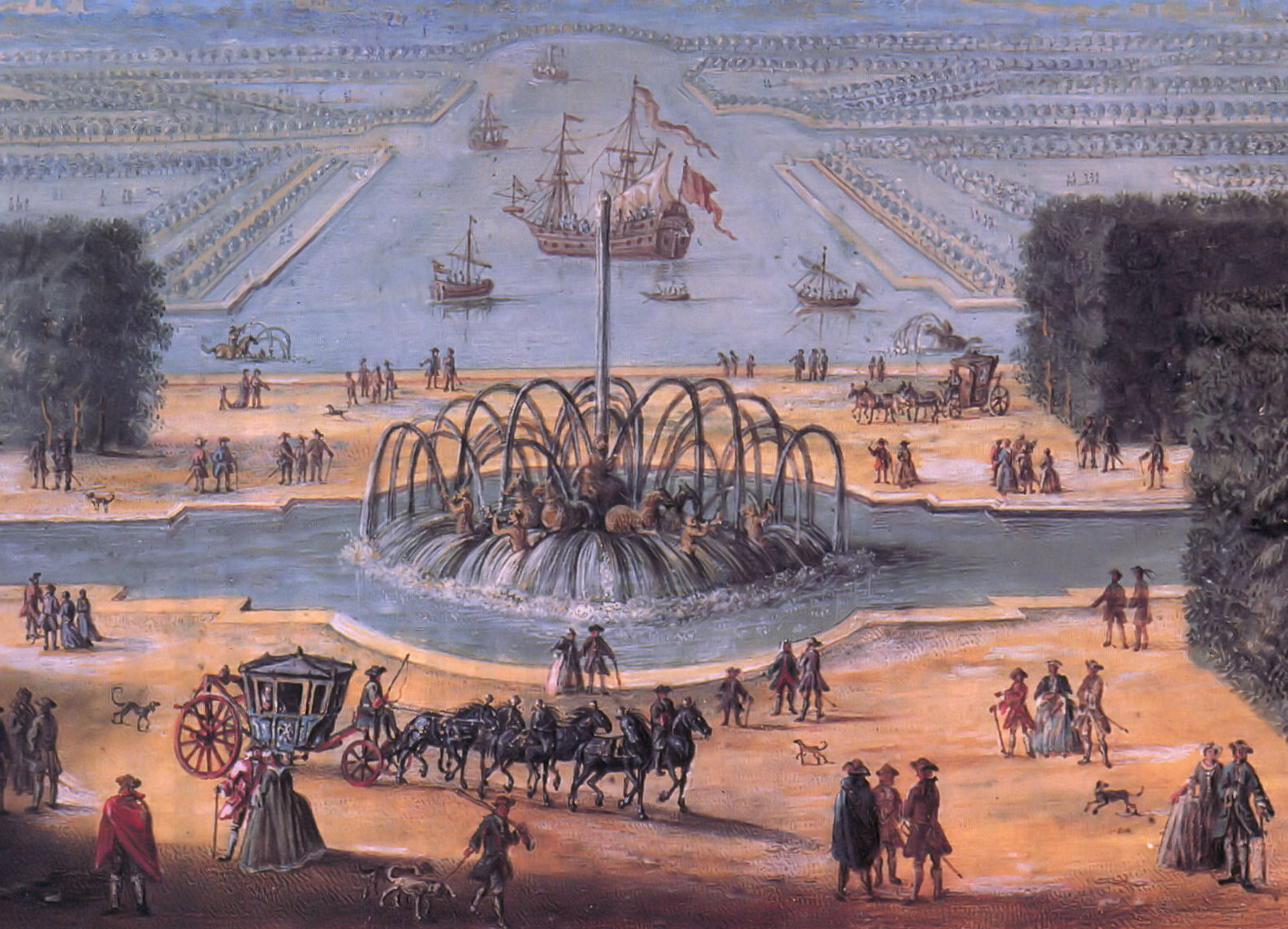
Het Grand Canal in de 18e eeuw, met vooraan de monumentale Appolo fontein in werking.

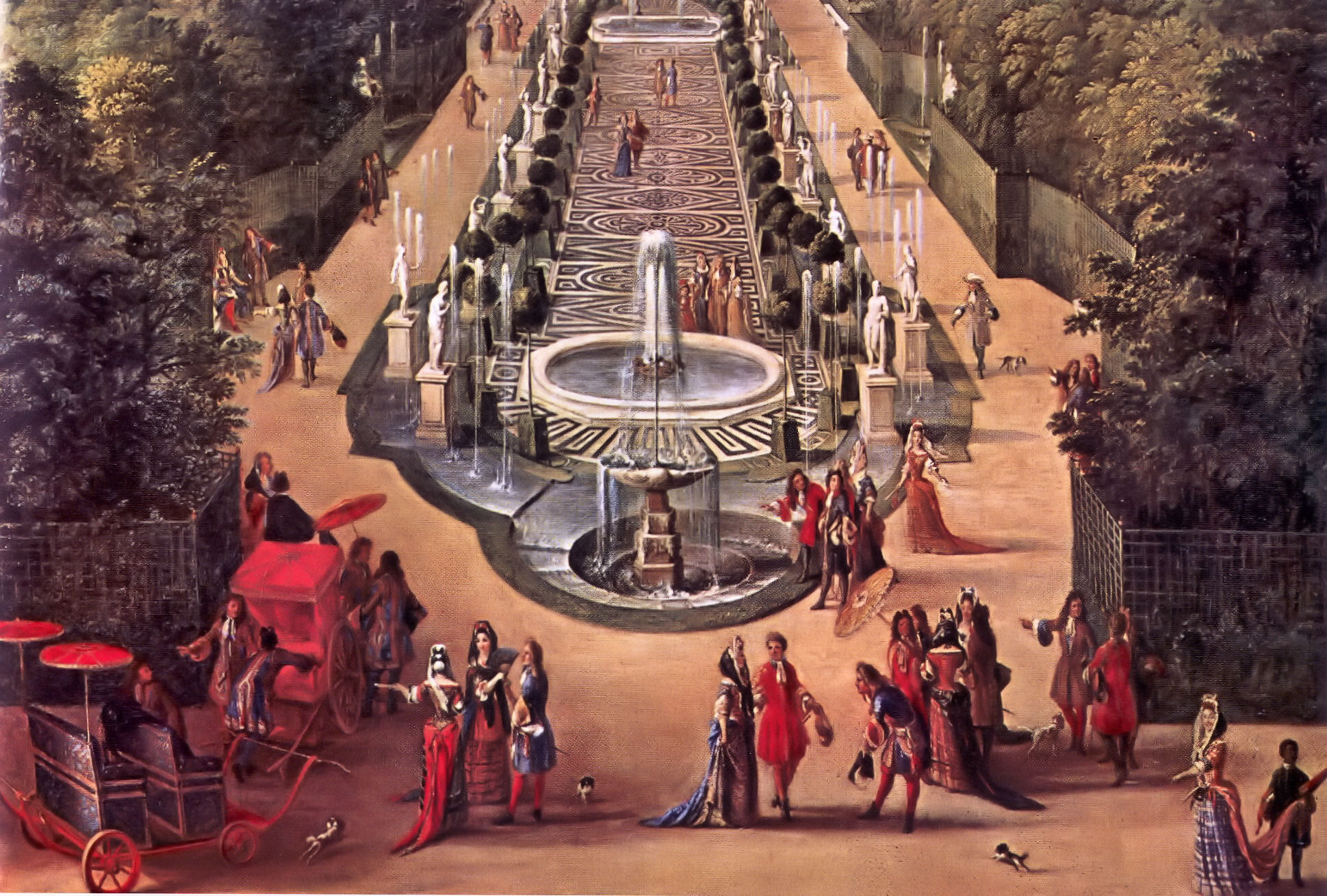
Een "bosquet" in de 17e eeuw

### Lodewijk XIII
Lodewijk XIII kocht het jachtpaviljoen en liet er een strakke tuin rond leggen. De vorst volgde zo de laatste mode op tuingebied. Het park zelf was nog vrij ruw en veel stukken land waren nog landbouwgrond.

### Lodewijk XIV
Lodewijk XIV had de passie voor de jacht van zijn vader geërfd. Versailles was een waar jachtparadijs naast kasteel Fontainebleau en kasteel van Chambord. De koning genoot van de natuur in Versailles. Hij besteedde bijna meer aandacht aan de tuinen dan aan het kasteel. De koning was zeer trots op zijn eigen tuin en wilde deze steeds vergroten, zodat zelfs de horizon hem toebehoorde. Zo liet hij het nabije dorpje Trianon slopen, zodat hij daar kleinere, meer informele, optrekjes kon bouwen. Elders in het park werd juist een dorpje gebouwd voor de Venetiaanse gondeliers die de gondels op het kanaal bemanden. De koning liet grote perken met gras inzaaien, tapis vert ("groene tapijten") genoemd, zodat de hovelingen erop konden wandelen tijdens feesten.
Lodewijk XIV organiseerde schitterende spektakels met vuurwerk, muziek en toneel in het park; daarvoor had hij Jean Baptiste de Poquelin, bijgenaamd Molière, Lully en Racine in dienst genomen. Ook werden op het Grote Kanaal zeeslagen nagebootst, met kleine kanonnen en vuurwerk. Het Hof kon zich zo vergapen aan een ongeëvenaarde pracht. Lodewijk XIV liep vaak zelf in de tuin rond om zijn schitterende bassins en bosquets te bewonderen.
Lodewijk XIV was ook een fervent jager en nodigde altijd een paar bevoorrechte edelen mee uit. Toen de oud geworden koning last had van jicht liet hij zich rondrijden, terwijl hij met de hovelingen van de tuinen genoot. Ook bleef hij vanuit zijn koets jagen. Een jaar voor zijn dood schoot de vorst nog 32 fazanten met 34 schoten.

### Lodewijk XV
Lodewijk XV heeft de tuinen van zijn grootvader goed onderhouden en de tuinarchitectuur gerespecteerd, ook toen de mode veranderde. De koning die geïnteresseerd was in botanie heeft zich in de kassen van het Trianon beziggehouden met het winterhard maken van gewassen zoals aardappels. Lodewijk XV was daarnaast een verwoed jager. Lodewijk XV liet de tuinen in de Engelse landschapsstijl rond het Klein Trianon na.

### Lodewijk XVI
Ook Lodewijk XVI heeft geen grote ingrepen in de tuinen gedaan. De meer dan een eeuw oude tuinen zijn wel op grote schaal gerooid en er zijn duizenden nieuwe bomen geplant. Rond het Klein Trianon en Le Hameau de la Reine ("dorpje van de Koningin") lieten Lodewijk en Marie Antoinette op de plek van de botanische tuin een zeer sentimenteel vormgegeven tuin naar de smaak van hún tijd aanleggen. Prieeltjes, liefdesbankjes, verscholen grotten en een ronde liefdestempel getuigen van de decadente sfeer van het Frankrijk van vlak vóór de Revolutie.

### Grote storm
In december 1999 raasde een zware storm over Frankrijk. Ook het kasteel en de tuinen bleven niet gespaard. De schitterende collectie bomen van Versailles werd zwaar getroffen. In minder dan 2 uur gingen 10.000 bomen tegen de grond. Veel van die bomen waren een levende herinnering aan de oude koningen. Bomen, die door Marie Antoinette of Napoleon waren geplant, werden ontworteld. 

Ook sculpturen werden beschadigd. Takken vlogen tegen de ruiten van de spiegelzaal in het kasteel van Versailles zonder veel schade aan te richten.

## Restauratie en onderhoud
Het grote park wordt onderhouden door een grote ploeg, bestaande uit tuinmannen en ook fonteinisten. Deze laatste zijn de opvolgers van de 17e-eeuwse Fonteinmeesters, en onderhouden het historische hydraulische systeem, dat ruim 35 kilometer lange loden kanalen bevat en zorgen voor herstellingen aan de 55 monumentale fonteinen.
Om de stormschade te herstellen, werd een inzameling gehouden die giften uit de hele wereld verzamelde. In 2003 werden er meer dan 3500 schenkingen genoteerd voor het herstel van het historische park. Tegen 2010 moeten er 50.000 nieuwe bomen zijn geplant.

## Indeling

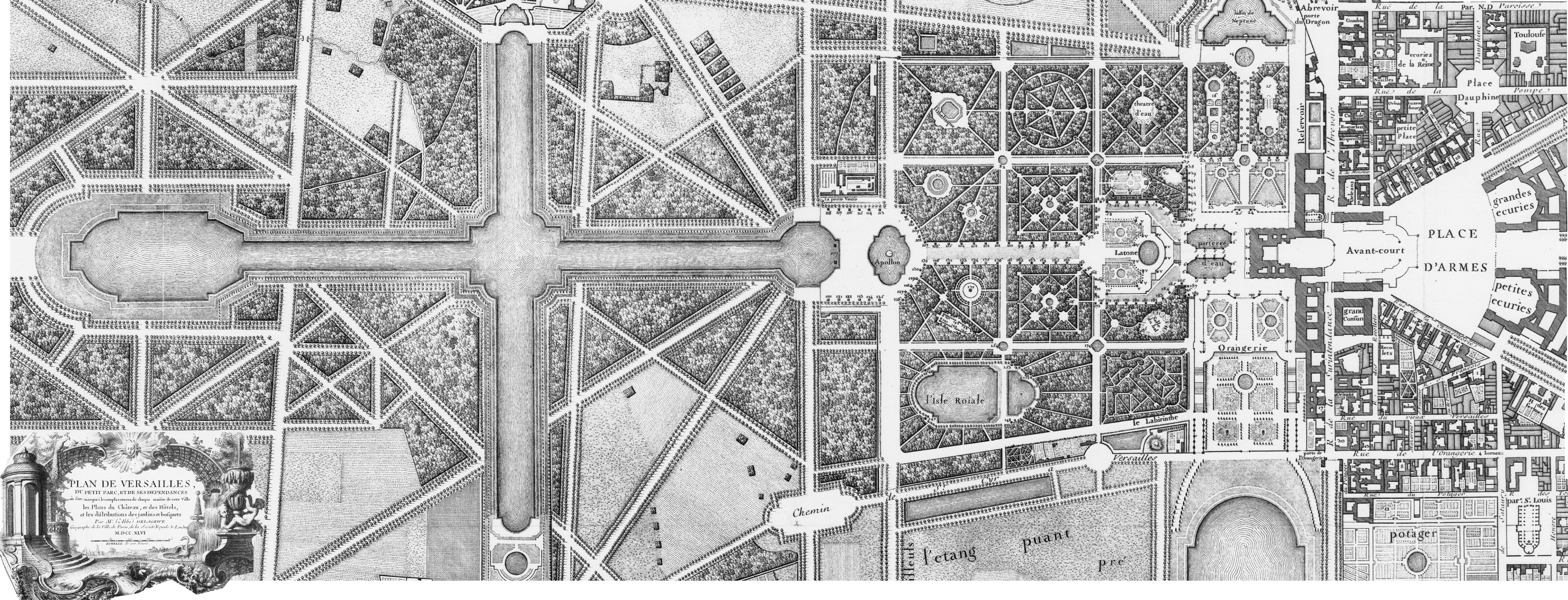
Kaart van de tuinen van Versailles door Delagrive, 1746

Het Kasteel staat vanaf het centrum van Parijs voor de tuinen. De tuinen hebben zodanige afmetingen, dat ze in feite met een park overeenkomen. Het Grand Canal ligt er centraal in. Iets ten zuiden van het slot is de grote ommuurde koninklijke moestuin bewaard gebleven. Deze grote potagerie leverde de kruiden en groenten voor de koninklijke keukens en is nog steeds in gebruik. De Plaine de Versailles strekt zich voorbij de tuinen over 20 km uit tot aan het dal van de Mauldre.
Onderdelen van de tuinen:
- Franse tuin
- Klein Trianon
- Groot Trianon
- Le Hameau de la Reine
- moestuin van de Koning
- Rond-Point des Philosophes

## Galerij

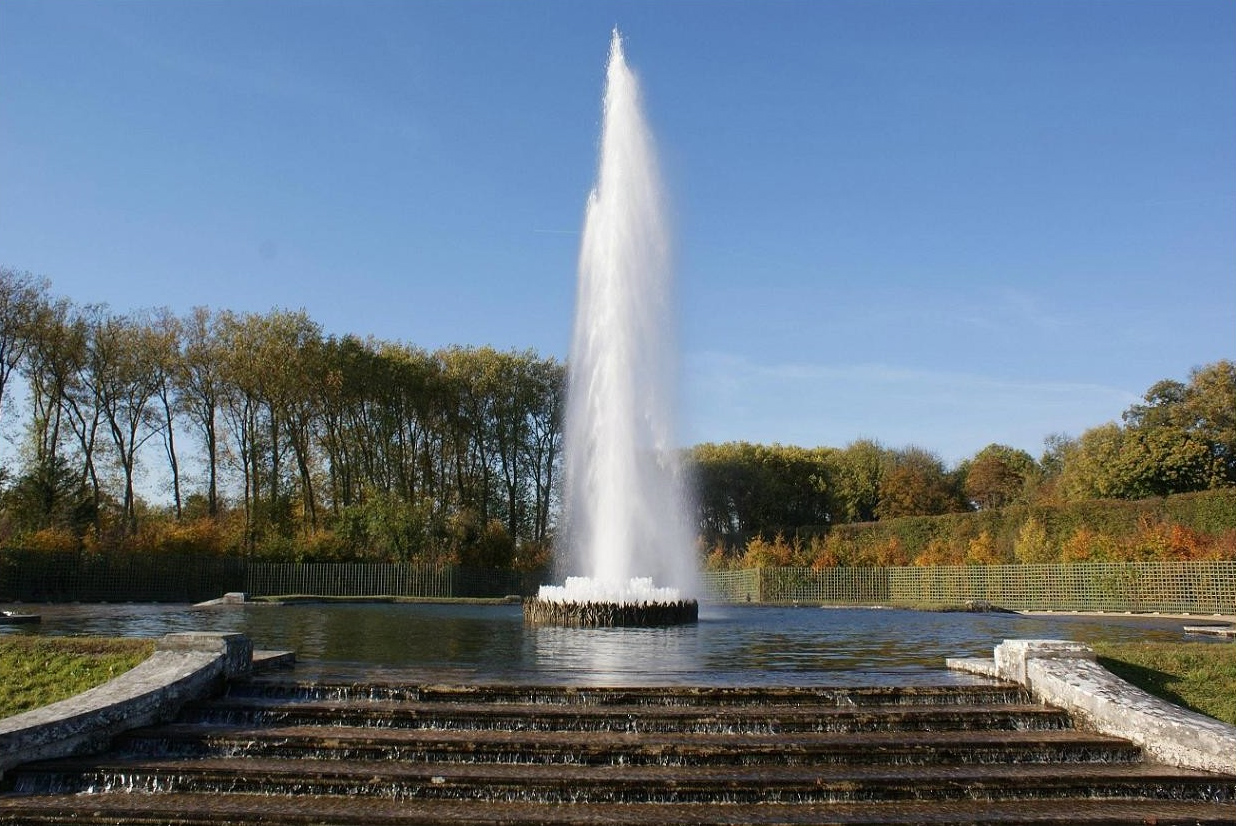
Bosquet de L'obélisque
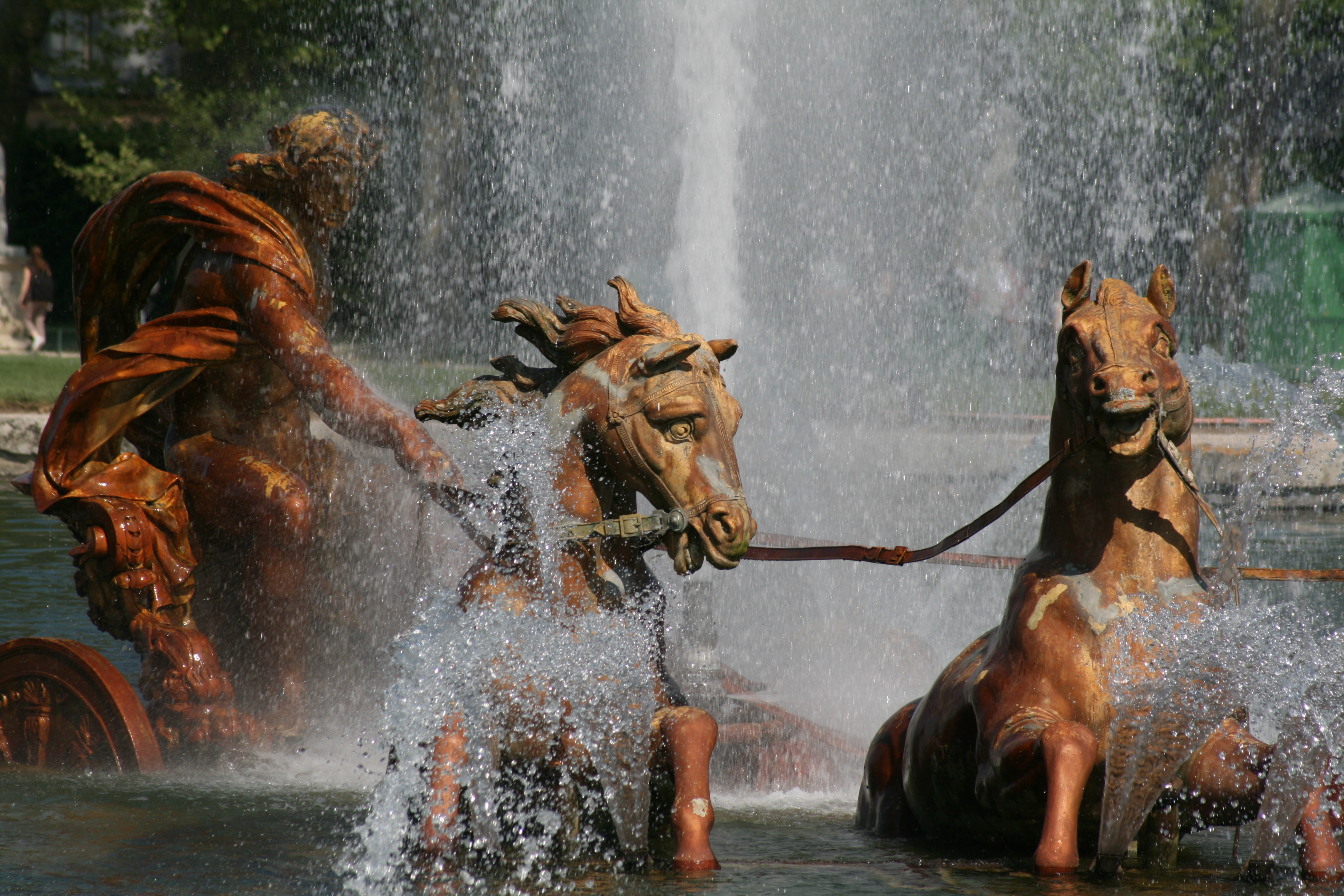
De Apollo fontein, voor de restauratie.
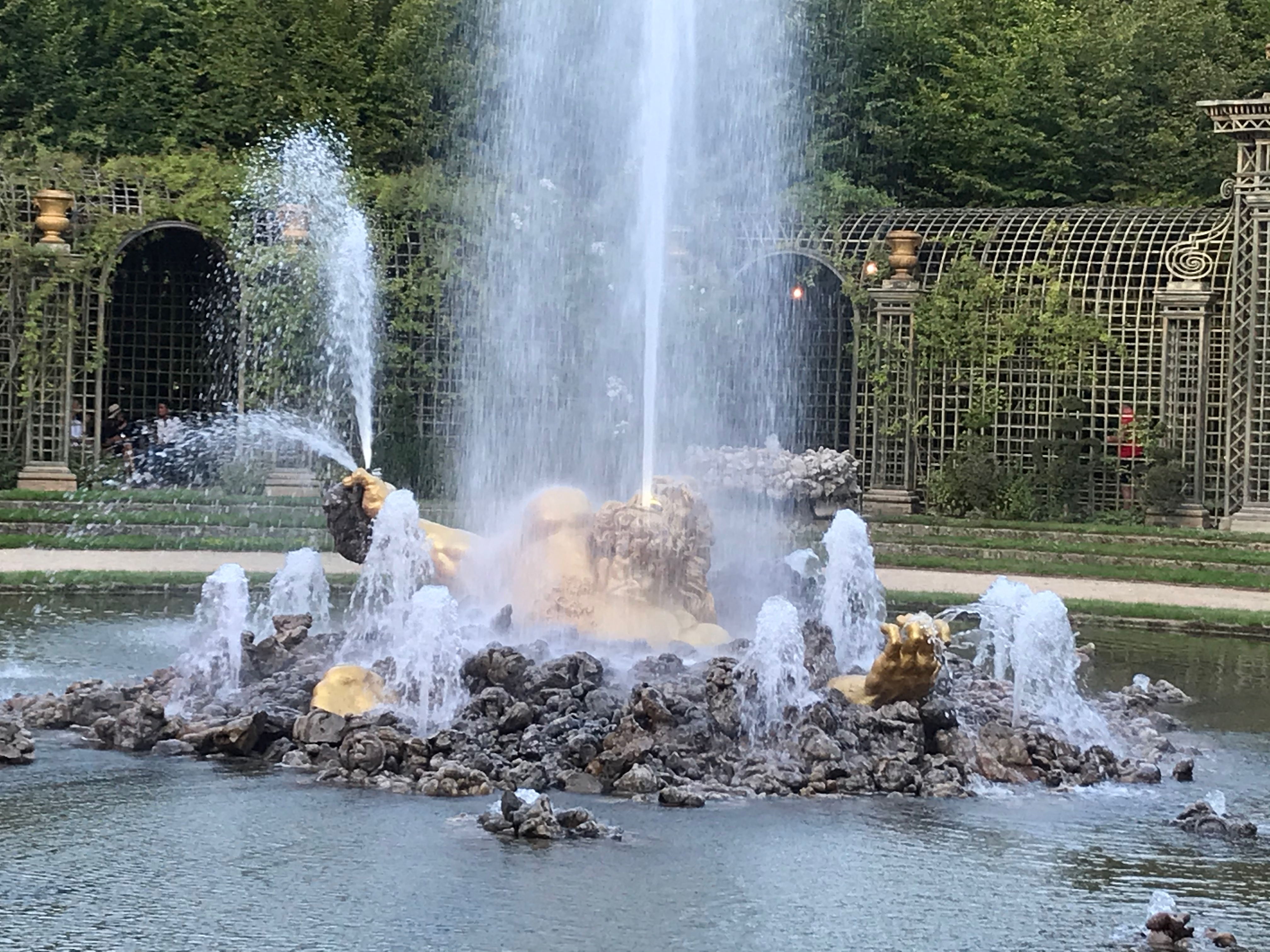
de fontein van Enceladus.
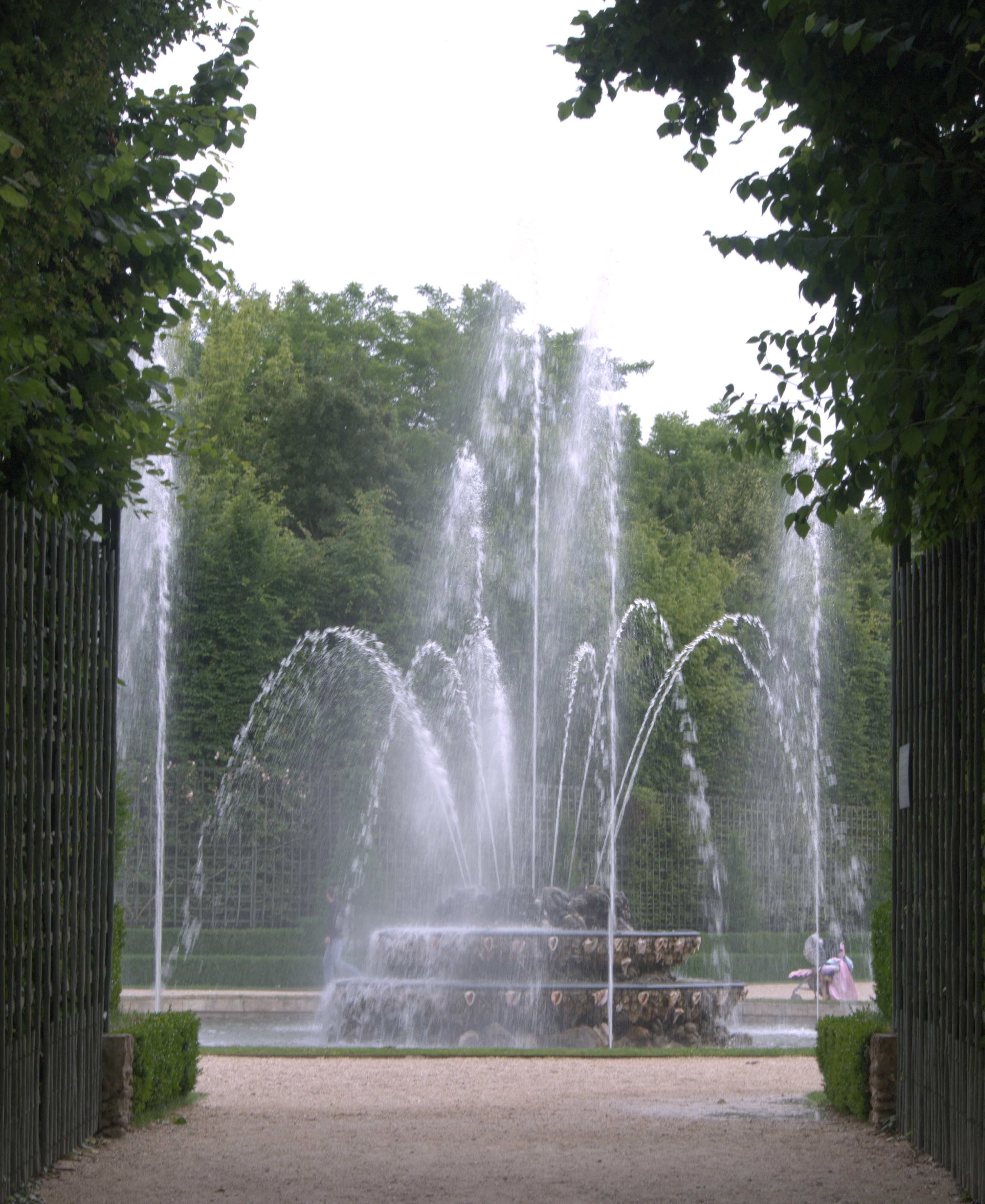
De Bosquet van de 3 fonteinen.
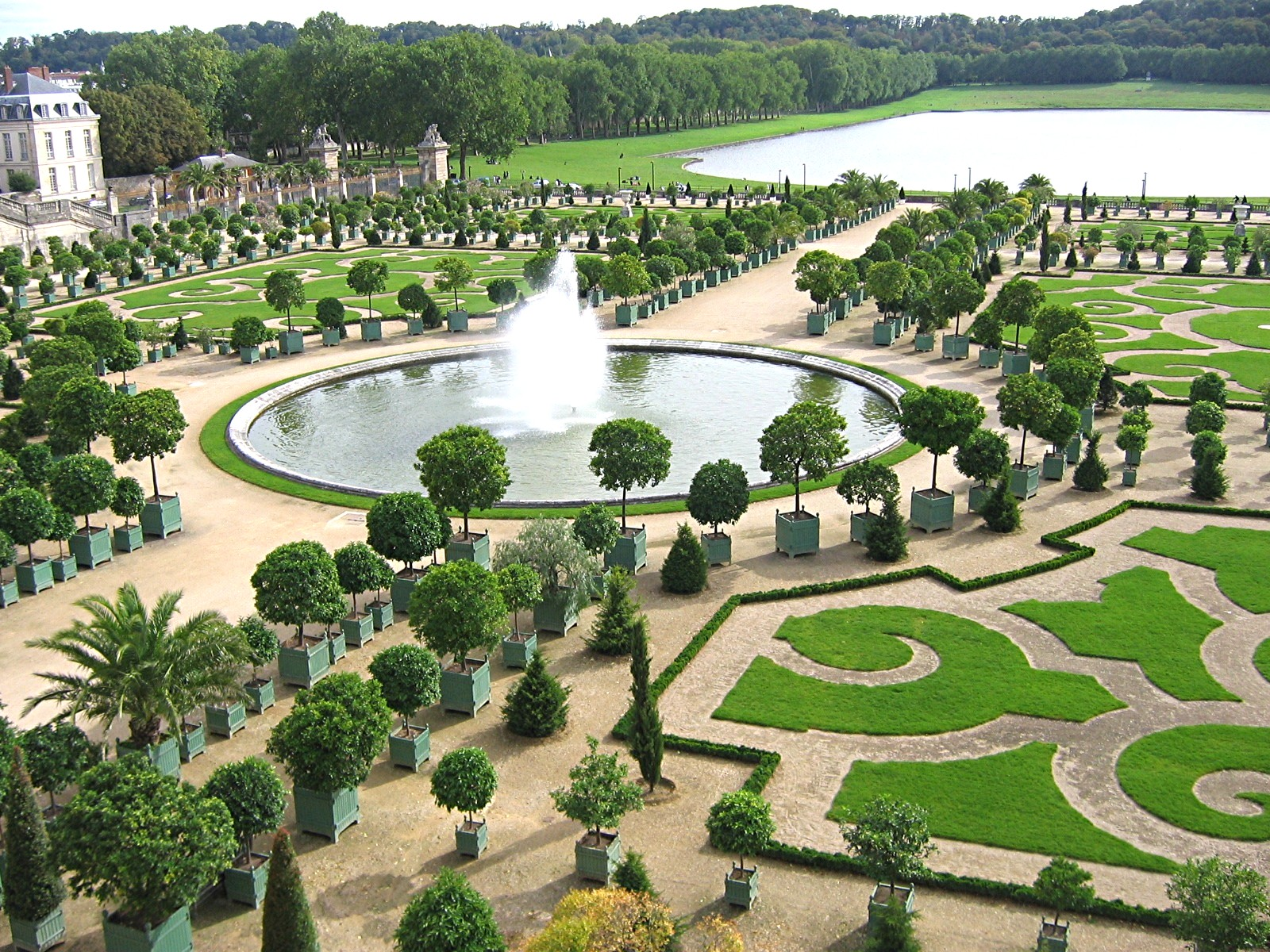
De Orangerie; op de achtergrond het Meer van de Zwitsers
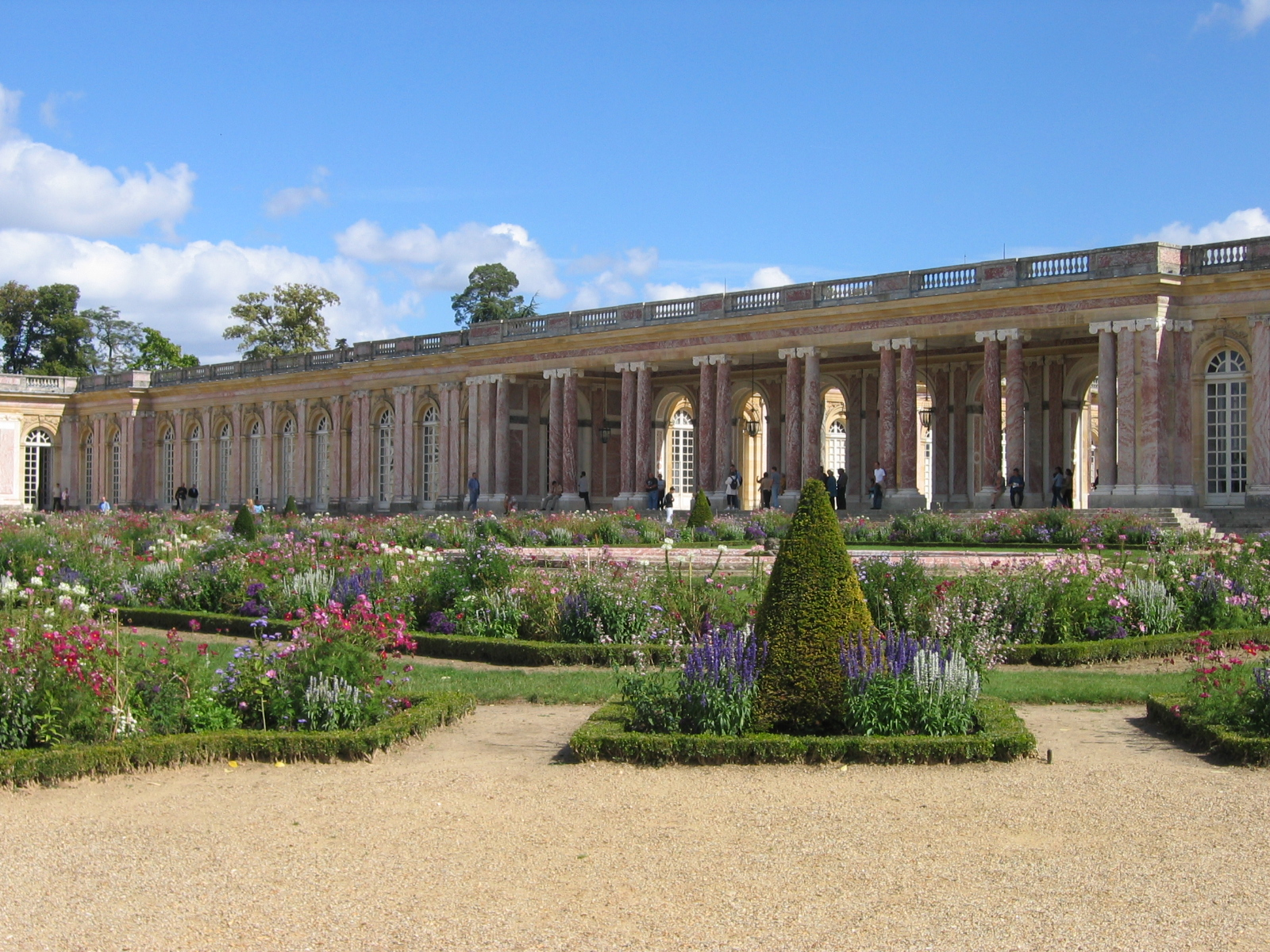
Groot Trianon
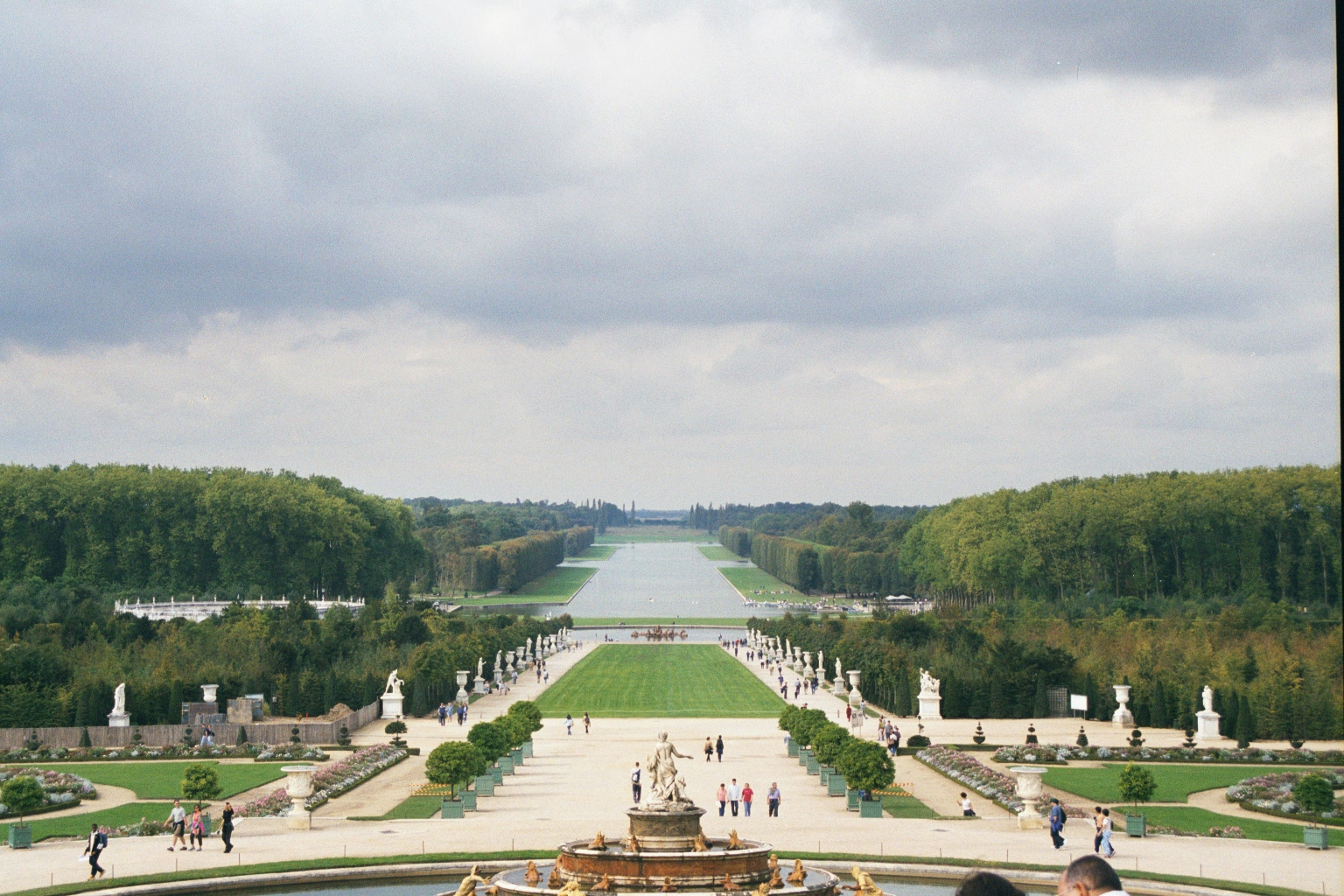
Het Grote Kanaal
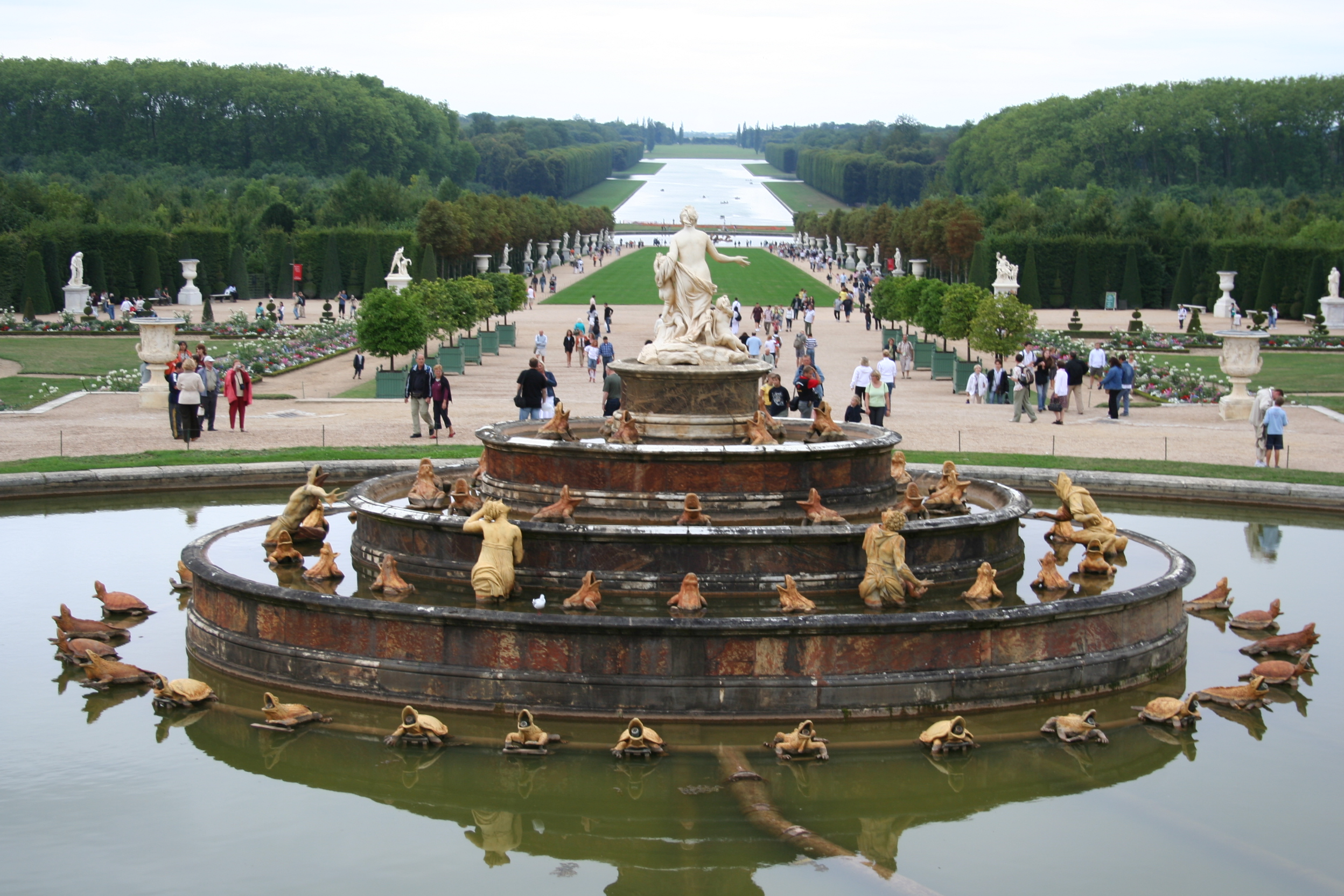
Op de voorgrond de Latonavijver
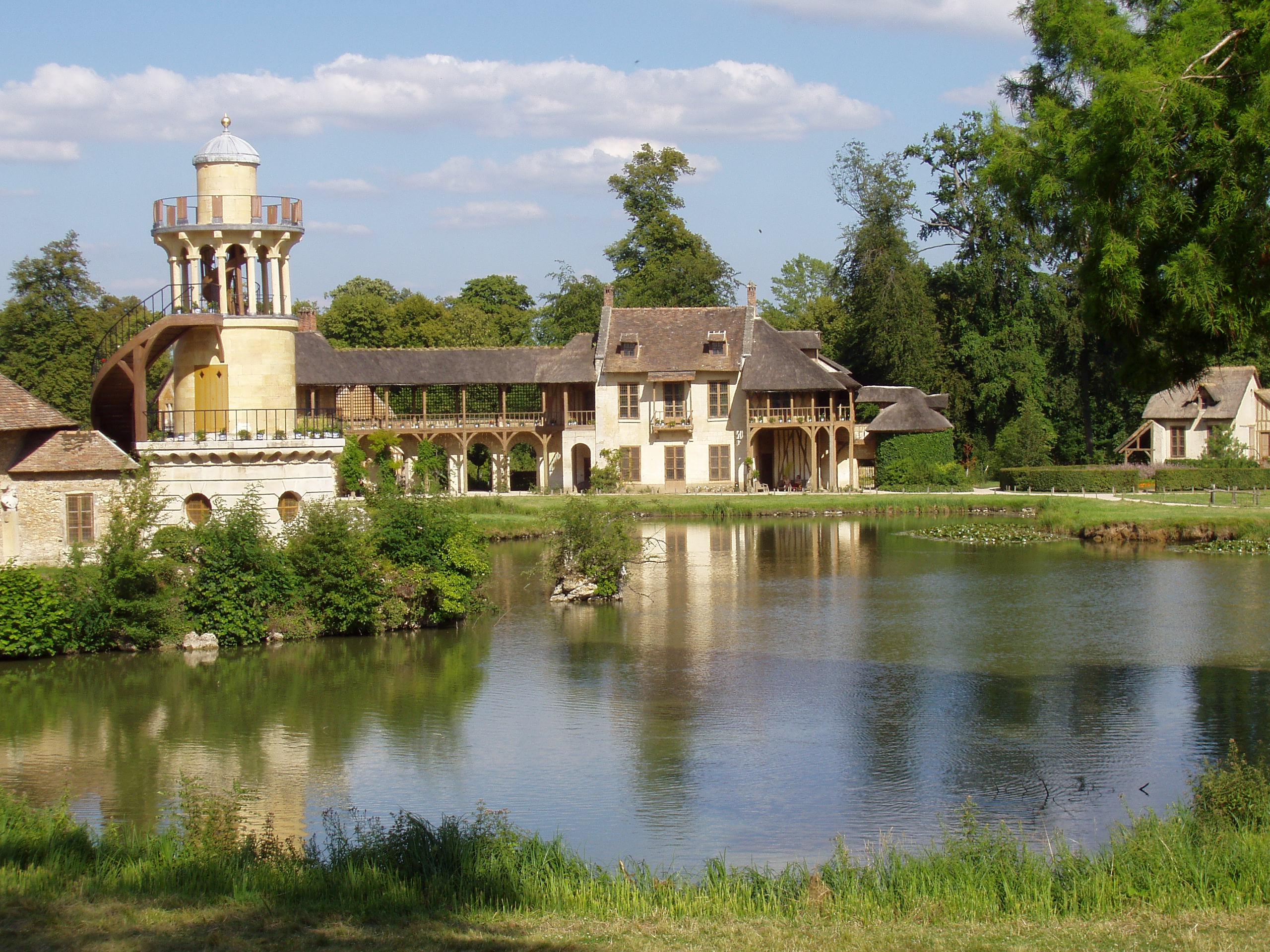
Le Hameau de la Reine

## Architectuur van de tuin

### Lanen
Er zijn diverse lanen:
- Grote lanen
  - de oost-westlaan
  - de noord-zuidlaan
  - Bacchuslaan
  - Saturnuslaan
  - Cereslaan
  - Floralaan
  - Groen tapijt of Koninklijke Laan
  - Waterlaan

### Lusthoven
De lusthoven met onder andere:
- - Rocaillehof
  - Koninginnehof
  - Sterrenhof
  - Kastanjedreef
  - Hof van de Triomfboog
  - Hof van de drie fonteinen
  - Koepelhof
  - Noordelijke Vijfvak
  - Zuidelijke Vijfvak
  - Groene Cirkel

### Bloemperken
- Bloemperken zoals:
  - Noordelijk bloemperk
  - Zuidelijk bloemperk
  - Perk van Latona

### Kanalen
- Het Grote Kanaal, Grand Canal

### Oranjerie
- Oranjerie (kasteel van Versailles)

De Oranjerie van het kasteel van Versailles heeft een grote collectie kuipplanten.

### Vijvers
Zie het artikel vijvers in de tuin van Versailles

## Trianons
De Trianons bestaande uit:
- Groot Trianon (Grand Trianon), ook wel Marmeren Trianon genoemd
- Klein Trianon (Petit Trianon)

## Le Hameau de la Reine
Le Hameau de la Reine betekent in het Frans Dorpje van de Koningin. Het is een klein dorpje achter in de tuin.

## Trivia
- Op zondag zijn de fonteinen in werking (begin mei tot oktober) tijdens de Grandes-Eaux.
- Tijdens het ancien régime was het Park 6000 ha groot en werd omsloten door 43 km muur. De totale oppervlakte bedraagt nu nog 815 ha.
- De Fonteinmeesters floten naar elkaar om de komst van de Koning te melden; het fluitsignaal was het startsignaal voor de werking van de Fontein. Er was in de 18e eeuw niet genoeg waterdruk om alle fonteinen tegelijk te laten spuiten.
- De routes door de tuin welke Lodewijk XIV beschreef in zijn wandelgidsen voor zijn tuin in 1689 en 1701 zijn ongeveer 4 tot 8 km lang; de versies ervan zijn bewaard in de nationale bibliotheek van Frankrijk.
- De tuin staat ook in het Guinness Book of Records als de grootste aangelegde tuin ooit.
- Tijdens de Olympische Spelen van 2024 en de Paralympische Spelen van 2024 in Parijs vonden in de tuinen van Versailles de paardensportwedstrijden plaats.

## In cijfers
- De tuin is 800 ha. groot, waarvan 300 ha. bos en woud.
- In de oranjerie worden 1080 sinaasappelbomen in kuipen bewaard; sommigen al langer dan 200 jaar.
- Er zijn ruim 200.000 historische bomen.
- Er zijn 150 verschillende soorten appelbomen.
- Elk jaar worden 210.000 bloemen geplant.
- Le Nôtre bestelde jaarlijks in Holland meer dan vier miljoen tulpenbollen.[bron?]
- De tuin wordt ommuurd door een muur van meer dan 40 km lengte.[bron?]
- De tuin telt 372 marmeren en bronzen sculpturen.
- In het totaal zijn er 2100 sculpturen en meer dan 5000 meubels.
- Er zijn 55 vijvers en bassins, die per uur 3600 m³ water verbruiken; er zijn ruim 2400 fonteinen.
- Het grote kanaal is 24 ha groot, heeft een inhoud van 500.000 m³ en een omtrek van 5570 m.
- Lodewijk XIV liet een dozijn Venetiaanse gondels op sleden over de Alpen naar Frankrijk brengen en voor de gondeliers een dorpje bouwen.
- Het Meer der Zwitsers is 180.000 m³ groot.
- De tuin telt 600 antieke fonteinen die werken dankzij 35 km buizen.
- Het water wordt gewonnen op een afstand van ruim 200 km uit de (Loire).[bron?]
- In de stallen was plaats voor de 600 paarden van de koning.
- Lodewijk XIV heeft ongeveer 1.200 komedies en tragedies besteld tijdens zijn koningschap.
- Er werkten ruim 35.000 mensen op de bouwwerf van het kasteel en zijn tuinen.
- Aan de kapel werd langer dan een kwarteeuw gebouwd (van 1682 tot 1710).
- De bouwfactuur bedroeg ongeveer 116.500.000 livres; ongeveer 2 miljard euro.[bron?]
- Het restauratieproject "Projet du Grand Versailles" zal 500 miljoen euro kosten en 17 jaar duren.[4]